# Voitsberg (district)
Bezirk Voitsberg is een district in de Oostenrijkse deelstaat Stiermarken. Het district heeft ongeveer 54.000 inwoners. Het bestaat uit een aantal gemeenten.

## Gemeenten
- Bärnbach
- Edelschrott
- Gallmannsegg
- Geistthal
- Gößnitz
- Graden
- Hirschegg
- Kainach bei Voitsberg
- Köflach
- Kohlschwarz
- Krottendorf-Gaisfeld
- Ligist
- Maria Lankowitz
- Modriach
- Mooskirchen
- Pack
- Piberegg
- Rosental an der Kainach
- Salla
- Sankt Johann-Köppling
- Sankt Martin am Wöllmißberg
- Söding
- Södingberg
- Stallhofen
- Voitsberg